# Костел Святого Яна Непомуцького (Зелена гора)
49°34′48″ пн. ш. 15°56′31″ сх. д. / 49.58000° пн. ш. 15.94194° сх. д.
Паломницький костел Святого Яна Непомуцького на Зеленій горі (чеськ. Poutni kostel svatého Jana Nepomuckého na Zelené hoře) — культова споруда, католицький костел біля міста Ждяр-над-Сазавою. Входить до списку об'єктів Світової спадщини ЮНЕСКО.
Збудований у 1720-х роках на Зеленій горі за проєктом Яна Сантіні-Айхела. Освячена на честь Яна Непомуцького. Будівля у плані має форму п'ятиконечної зірки (зірка — один із атрибутів святого). Стиль церкви — так звана «барокова готика», що поєднує риси неоготики та бароко.

## Історія

### Проєкт

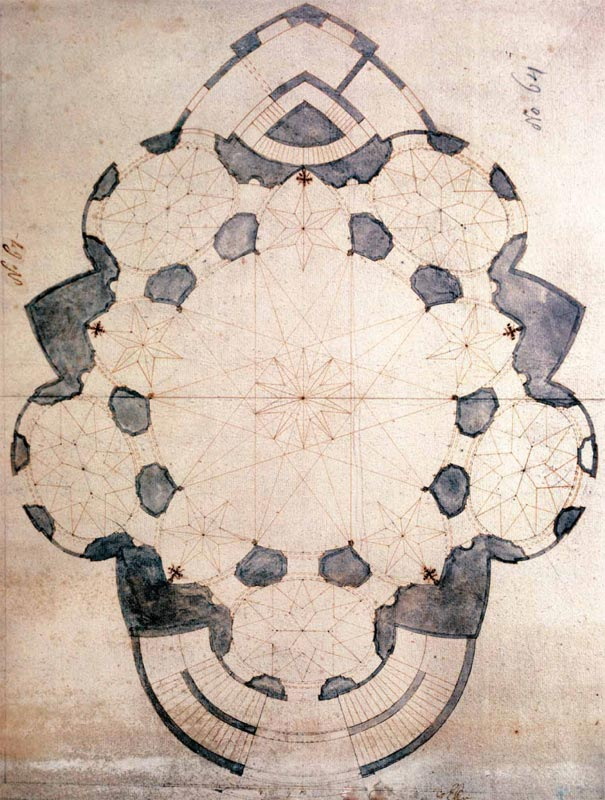
План будівлі

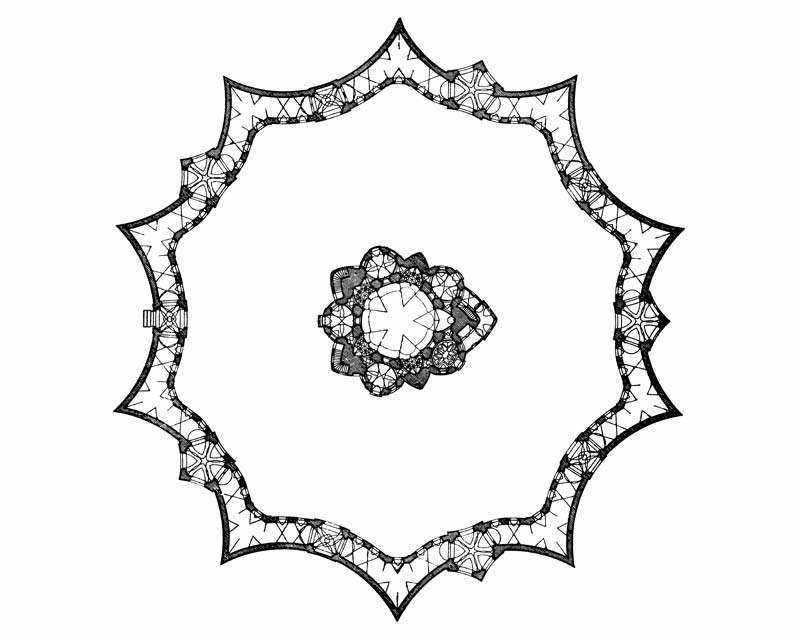
Загальний план паломницького костелу

Будівництво паломницької церкви святого Яна Непомуцького недалеко від Ждярського монастиря було здійснено завдяки багаторічній тісній та надзвичайно продуктивній співпраці двох визначних — абата ждярського монастиря цистерціанського ордену Вацлава Веймлуви ордена, який був шанувальником Яна Непомуцького ще до його благословління, та відомого архітектора Яна Блажея Сантіні-Айхла. Підготовка проєкту була розпочата у 1719 році. Вважається, що це була безпосередня реакція абата на знахідку уцілілої тканини в могилі Яна Непомуцького в соборі святого Віта 15 квітня 1719 року. Проєктування споруди було доручено Сантіні, якому абат Веймлува передав свої уявлення про вигляд нової святині та використовуваної символіки, що повністю відповідало вимогам церкви: «Завдання належить отцям, виконання — художнику». Сантіні сприйняв проєкт абсолютно по-своєму, без врахування прийнятих в ті часи форм церковних будівель, він прийняв лише точку зору того часу на структуру паломницького ареалу.

Проєкт був виконаний надзвичайно швидко, проте для Сантіні в цьому не було нічого незвичайного. Окрім всього іншого, замовник і архітектор багато років співпрацювали в області символіки та кабалістичної науки, в якій були обоє досить свідомими та яка в більшій мірі застосована в проєкті.

### Місце будівництва
Враховуючи передбачуване значення церкви і навантаження, яке на нього ляже, з належною розсудливістю необхідно було вибрати і місце для будівництва всього комплексу. Вибране місце розташування повинно було відповідати як просторовим вимогам, так і сприяти посиленню впливу неабиякою архітектурною формою. Пагорб, що знаходиться в східному напрямку від монастиря, на якому мала бути побудована паломницька церква, спочатку був вкритий густим лісом. Цьому відповідала і його назва — «Чорний ліс». У зв'язку з будівництвом, ліс був вирубаний, а височина названа «Зеленою горою», що було, власне кажучи, посиланням на головний монастирський будинок Ждярського монастиря і одночасно місце народження Яна Непомуцького.

### Будівництво

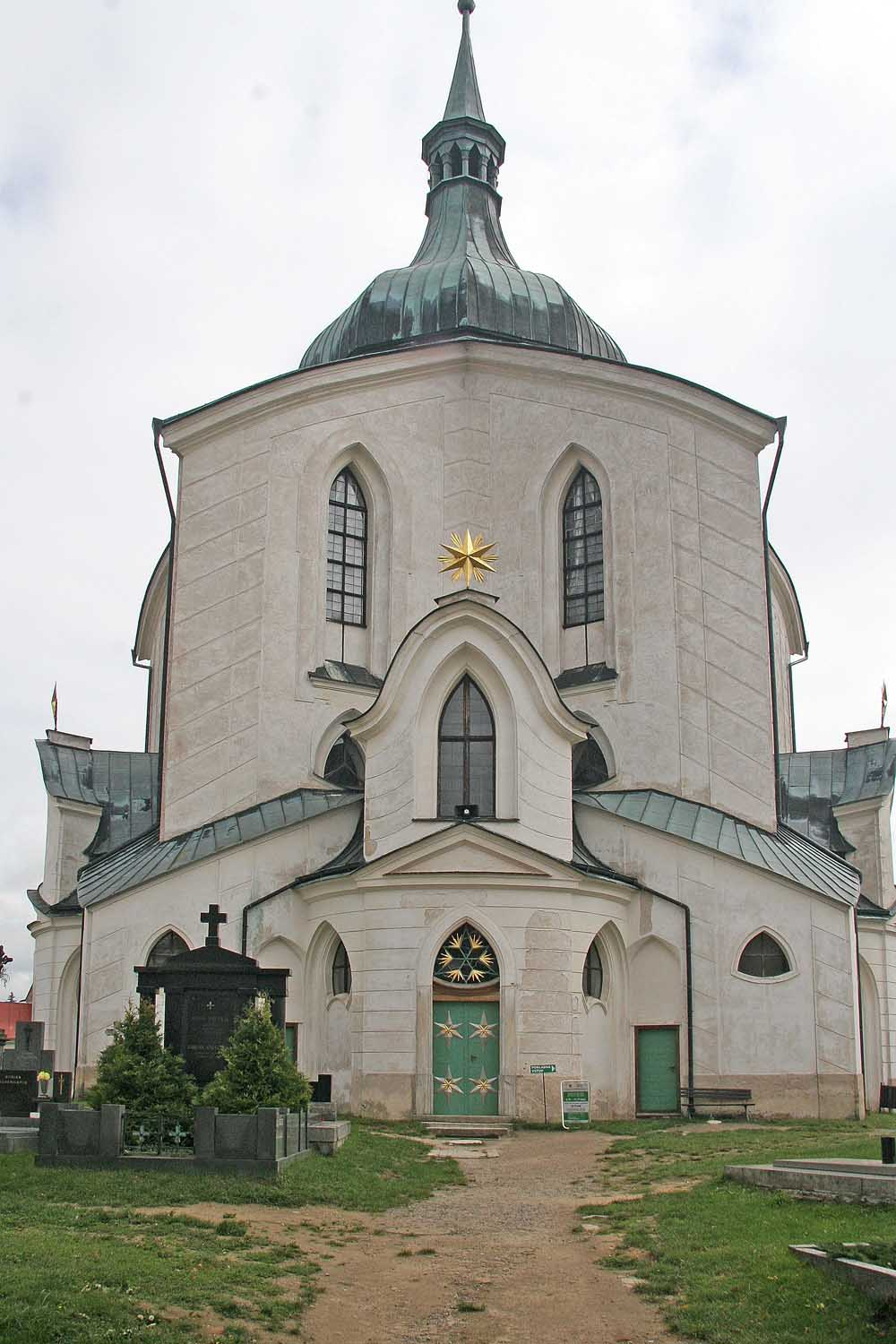
Головний фасад

Будівництво церкви було розпочато 13 серпня 1719 року. 16 травня 1720 року на місці будівництва відбулися урочистості, присвячені укладанню наріжного каменя, і основне будівництво церкви було найімовірніше завершена вже у 1721 році. У 1722 році святиня була тимчасово оснащена і прикрашена. 27 вересня 1722 відбулося перше урочисте освячення, але роботи в комплексі після цього ще тривали. Необхідно було завершити клуатр, фундамент якого, швидше за все, був ще засипаний ґрунтом. Остаточно будівництво було завершене у 1727 році, а клуатр був повністю завершений тільки близько 1740 року.

### Форма будівлі

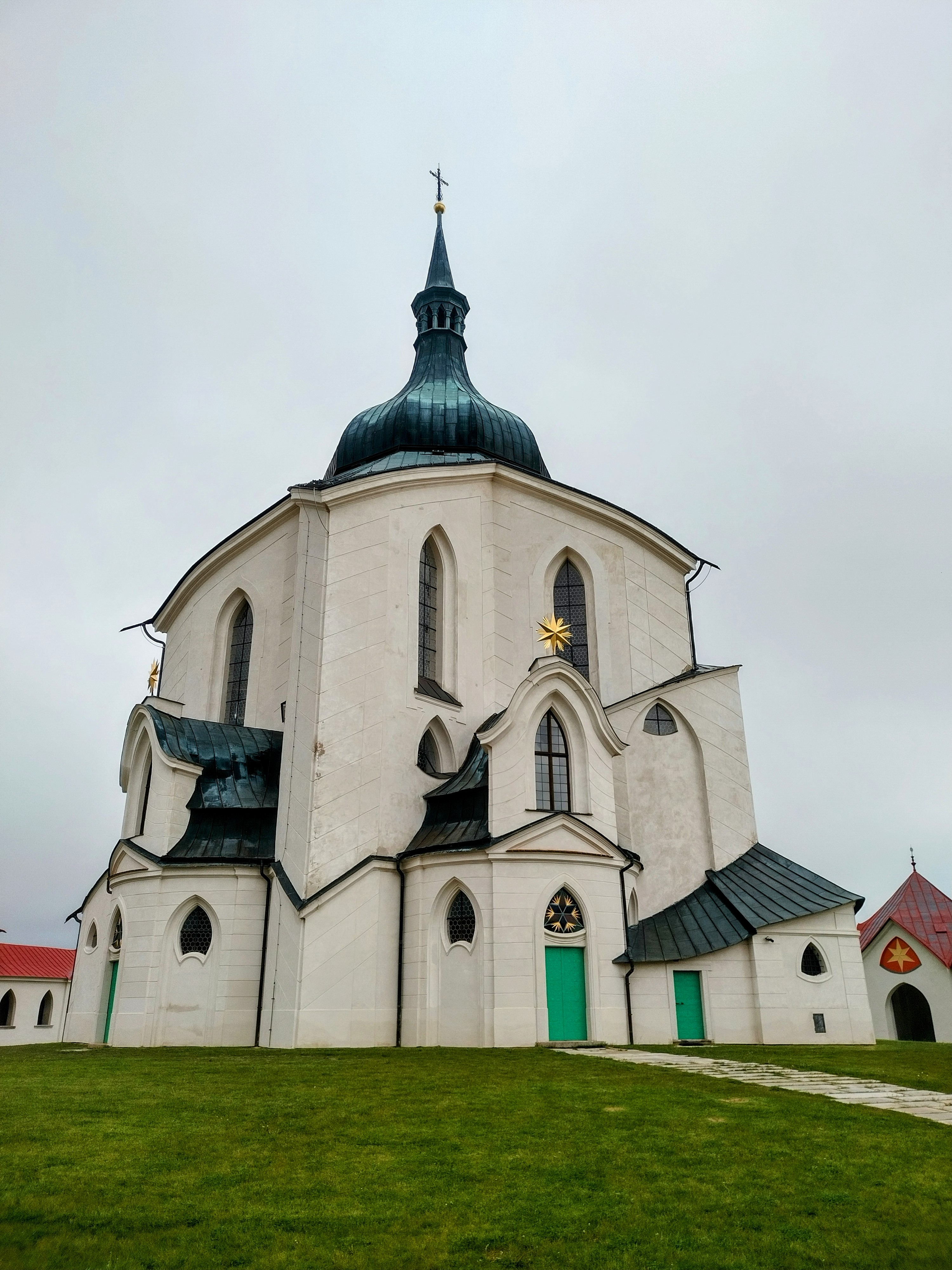
Кутовий вигляд

У горизонтальній проєкції церква побудована у вигляді п'ятикутної зірки. Підставою для цього послужила легенда про те, що на місці, де Ян Непомуцький потонув, з'явилася корона з п'яти зірок. Цей символ повторюється і в інших елементах споруди. Комплекс має п'ять входів, в церкві є п'ять каплиць з п'ятьма вівтарями. З п'яти букв складається і латинське слово TACUI — я мовчав. Це виклад легенди, згідно з якою святий позбувся життя за те, що не видав таємницю сповіді королеви Софії. Домінантою купола церкви є великий червоний язик, атрибут св. Яна Непомуцького, оточений кільцем з полум'ям, через яке просвічують промені. Але це вже результат зміни первісного проєкту, згідно з яким на цьому місці була центральна десятиконечная зірка. Але потім проєктувальник відреагував на той факт, що для нової святині була придбана рідкісна реліквія — лінгула св. Яна Непомуцького (кістку, до якої прирощений язик), і цей факт він використав для посилення значення храму, а саме у вигляді релікварію. Зображення язика має служити символом переможної зброї — меча мученика Яна. Тому й деякі вікна мають форму язика, а саме вікна в ліхтарних каплицях над вхідними вестибюлями. Інші вікна мають форму єпископської митри, що вказує на роль будівельника абата Вацлава Веймлуви. І, нарешті, остання форма, використана в оформленні вікон — це сферичний рівносторонній трикутник, що символізує Святу Трійцю.

### Вівтарі
Вівтар — центральну і найважливішу частину оснащення — проєктував особисто архітектор Сантіні. Фон вівтаря створює багато прикрашений і зібраний на карнизі балдахін. Центральної скульптурою є статуя святого Яна Непомуцького, що стоїть на Земній кулі. При погляді на святого здається, що він піднімається вгору. П'ять восьмикутних цистерціанських зірок на Земній кулі уособлюють п'ять континентів, на яких поширювалося християнство. Земну кулю оточують три ангели, композиційно розміщені у формі літери V, два інших ангела по сторонам відсувають балдахін, що створює тло всієї картини. Над головою святого розміщуються троє маленьких янголят, з яких один тримає в руці ключ, другий — печатку, що можна знову ж сприймати як символ мовчання святого. Бічні вівтарі присвячені чотирьом євангелістам: Матвієві — з книгою, Маркові — з левом, Луці — з биком і Іоанові — з орлом. Срібну статую святого Яна Непомуцького за моделлю скульптора Тені виготовив празький ювелір Ян Норберт Дізбах.

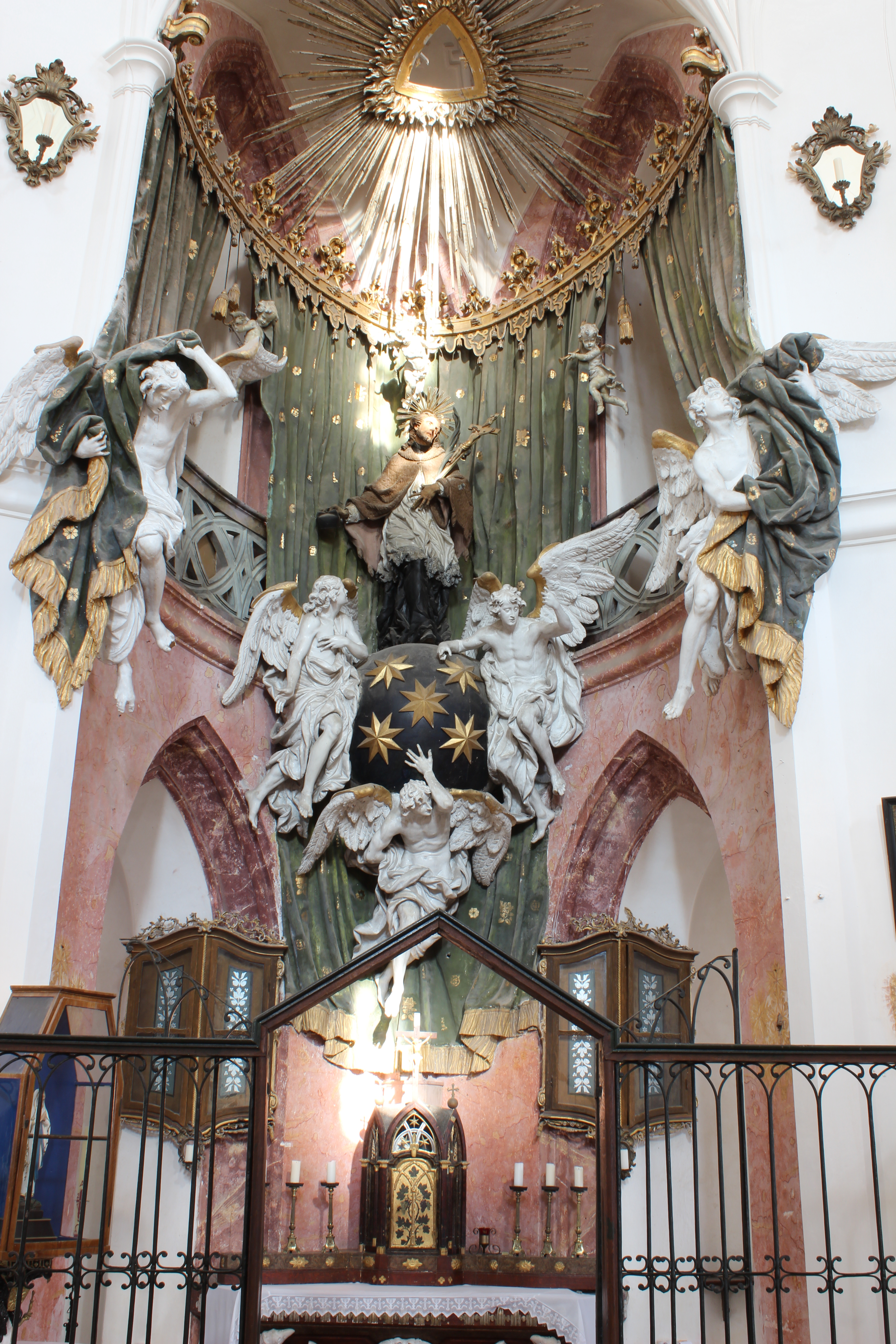
Головний
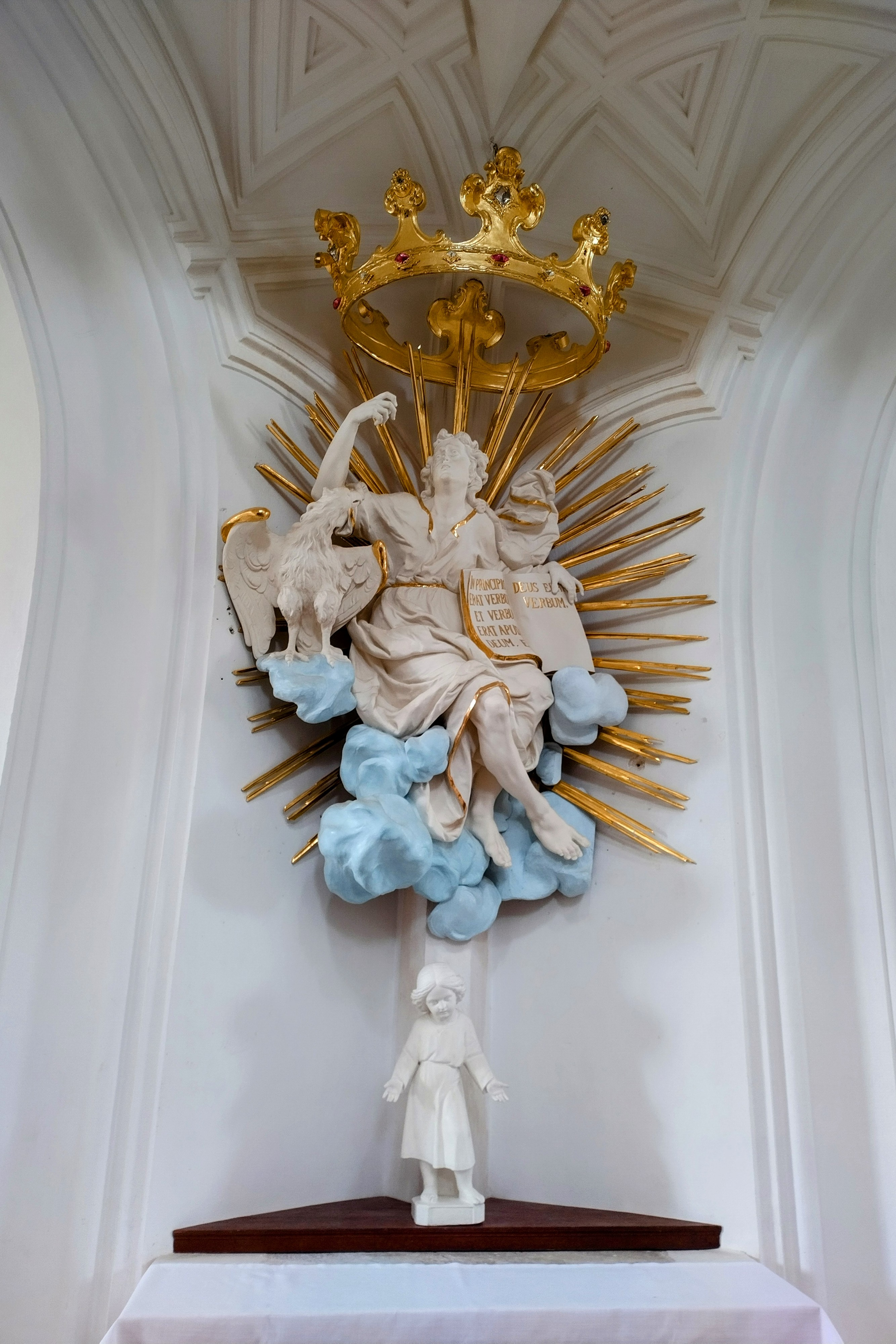
Бічний Святого Івана Євангеліста
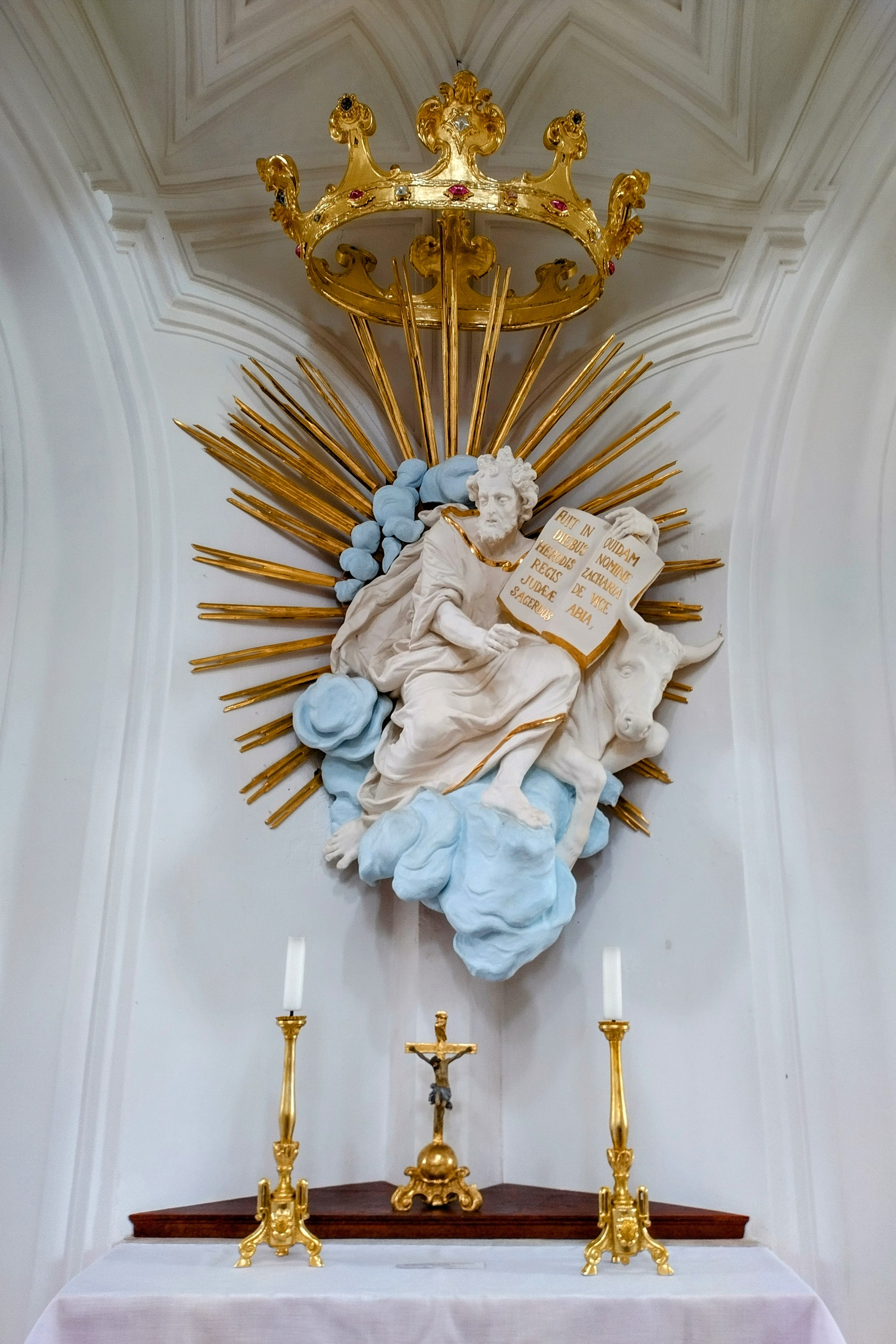
Бічний Святого Луки
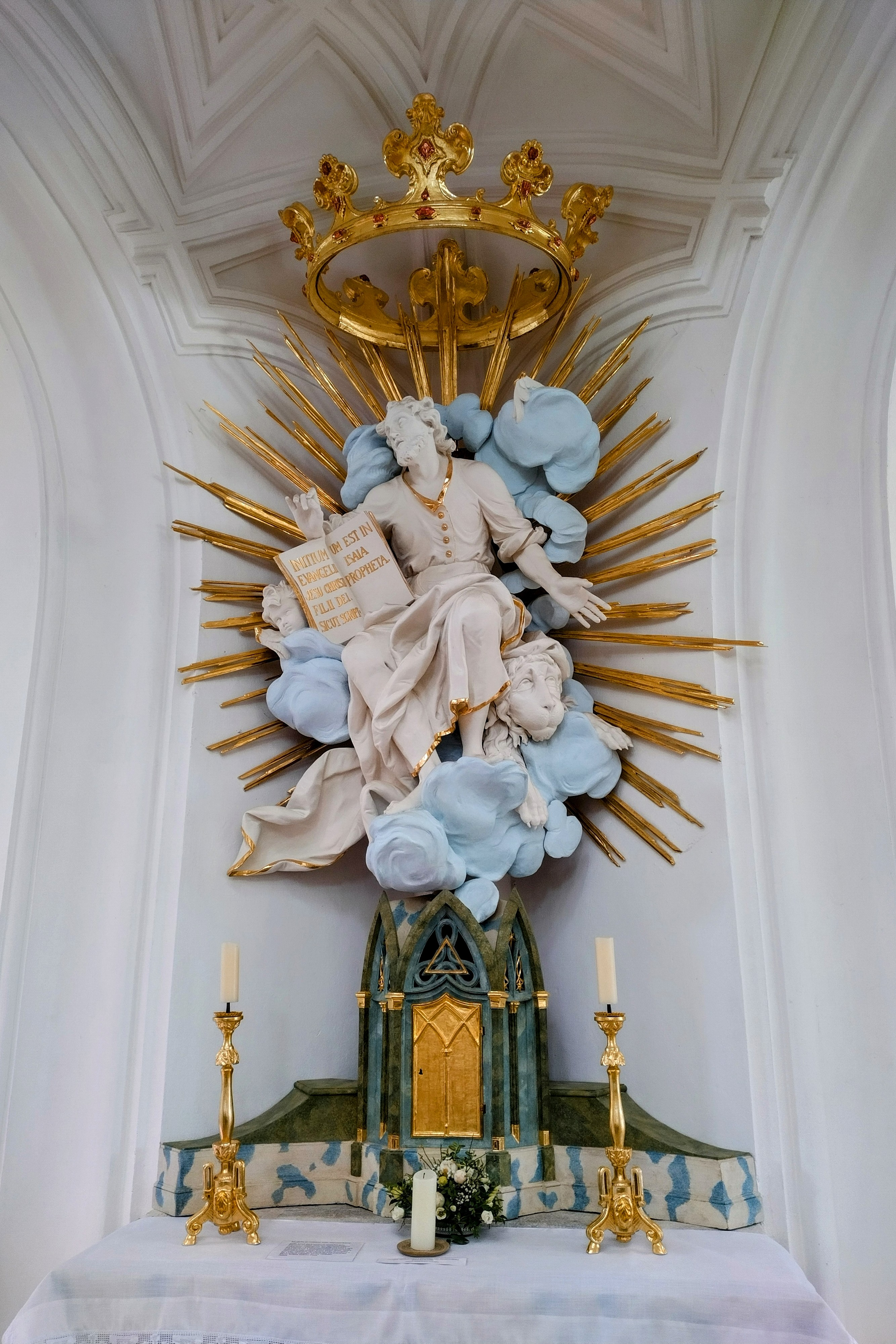
Бічний Святого Марка
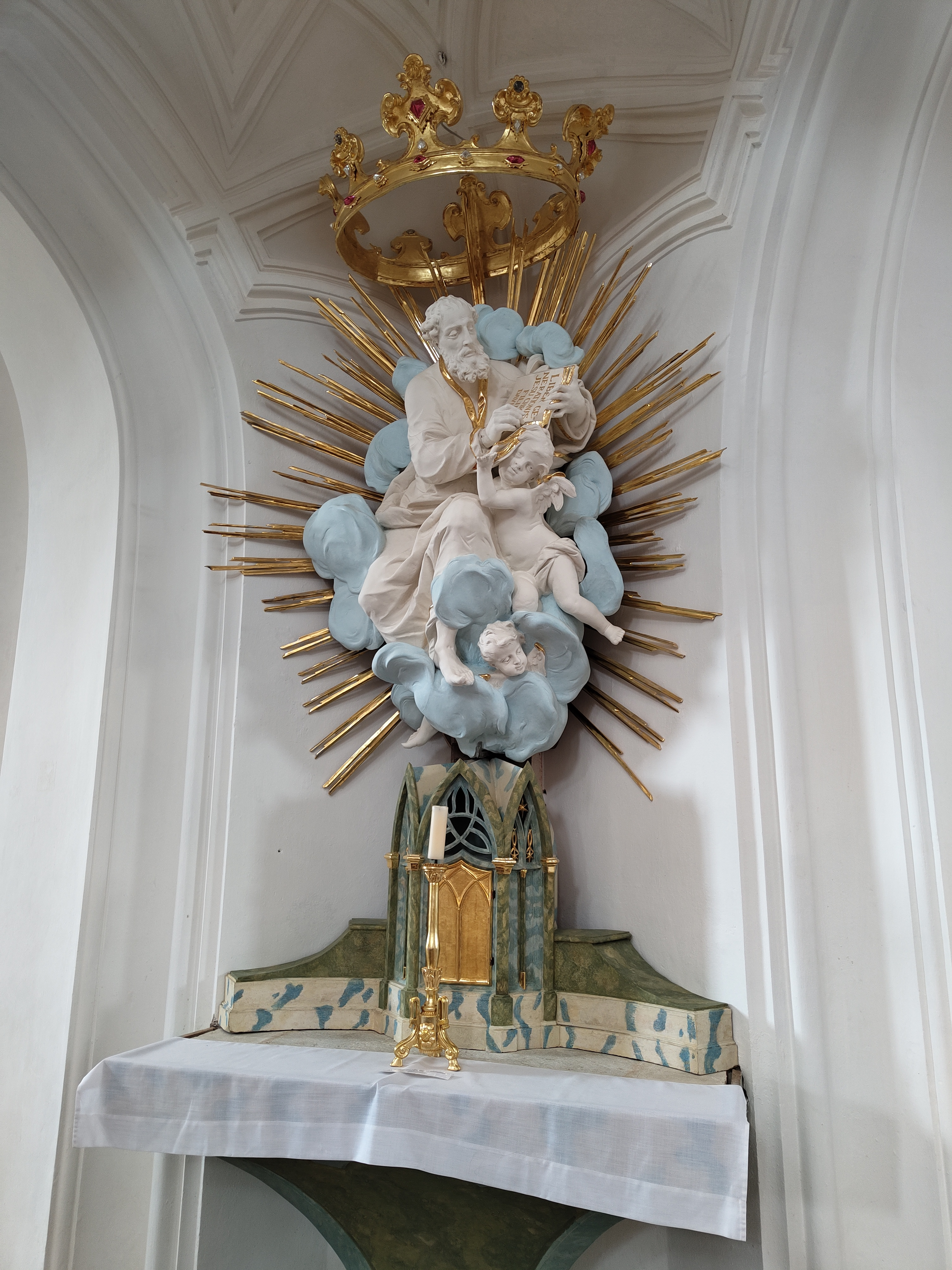
Бічний Святого Матвія

Клуатр навколо храму в горизонтальній проєкції має форму десятиконечної зірки з п'ятьма воротами. Дахи воріт спочатку прикрашали статуї п'яти чеснот Яна. Досі збереглися лише три з них, поряд з ними також перебували фігури щитоносців. У джерелах того часу згадують також дзвони, яких було теж п'ять. У клуатрі є п'ять каплиць, одна з яких прикрашена фресками. Ця каплиця називалася Німецькою, так як у ній служили меси німецькою мовою.

## Життя церкви

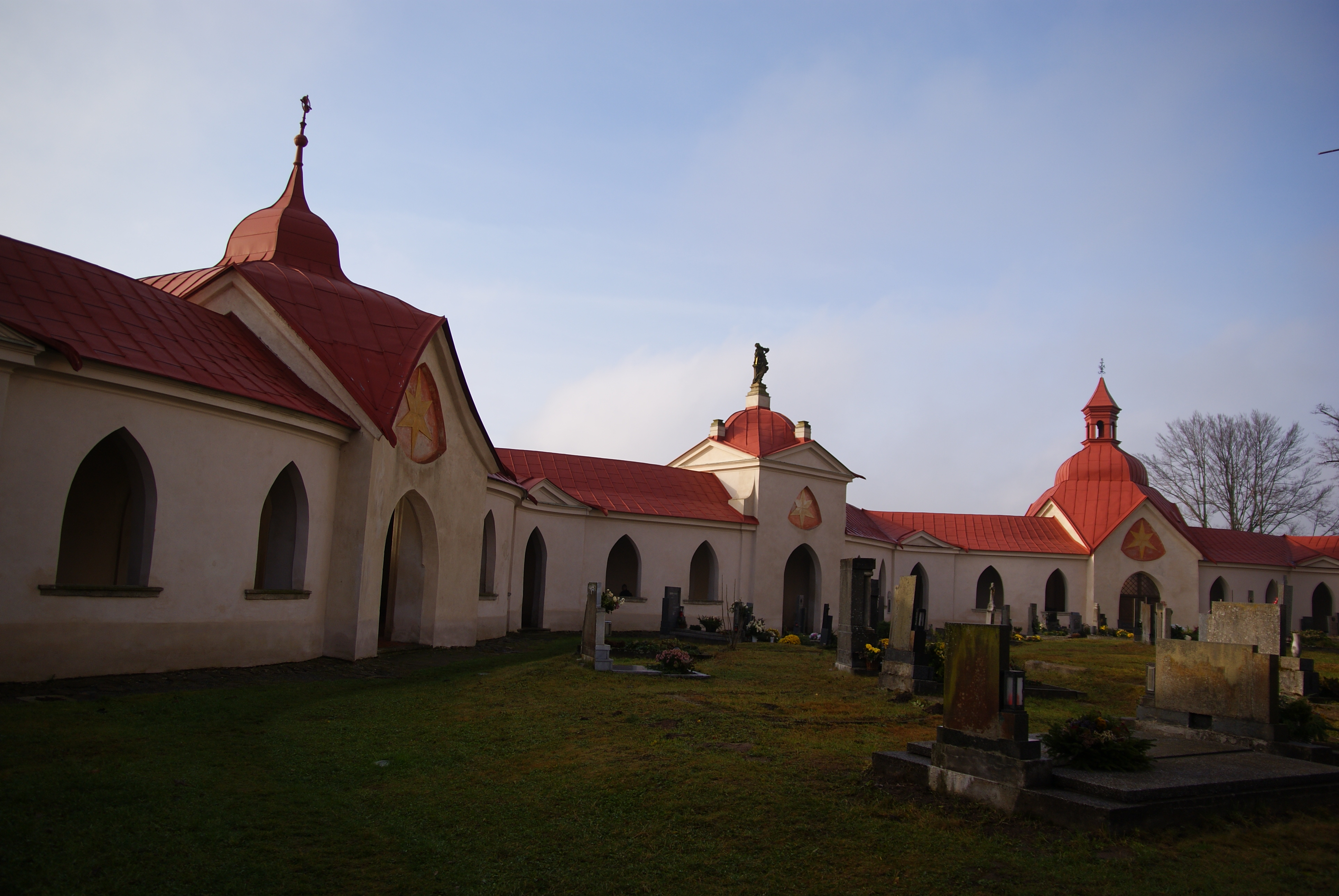
Монастир

Церква на Зеленій Горі стала одним з найбільш відвідуваних паломницьких місць, а її територія — місцем для здійснення багатьох чудових барокових урочистостей. Принциповий переворот у житті монастиря і паломницької церкви стався після пожежі 16 липня 1784 року, в результаті якої церква і клуатр залишилися без даху. Коли церкву готувалися закрити, був складений список її інвентарю, а коштовності негайно вивезені. Кілька років потому, наприкінці 1791 року, у жителів Ждяра і Нового Мяста з'явилося прагнення домогтися ремонту та нового відкриття церкви. У 1792 році керівництво регіону дозволило відремонтувати церкву за умови, що до неї буде перенесено Ждярський цвинтар і церква буде слугувати місцем для відспівування під час похорону, а не як місце паломництва. В серпні 1792 року було споруджено новий дах, а потім — проведено необхідний ремонт. Ще в процесі робіт, не пізніше 1800 року, в церкві стали проводитися служби, а трохи пізніше — знову почалося паломництво. Подальший, більш великий ремонт був здійснений в 1857—1860 роках. Ремонт фінансував переважно власник маєтку Йозеф, князь фон Дітріхштейн. Продовження ремонту, переважно клуатру в 1862 році, фінансувала вже частково нова власниця маєтку Клотільда, графиня Клам-Галласова. Приблизно двадцять років потому церква знову занепала і потребувала подальшого будівельного втручання. Грошові кошти, необхідні для ремонту, цього разу були частково доповнені державної субсидією. Роботи затяглися аж до 1903 року.
У повоєнні 1922 і 1923 роки була замінена лише частина вікон у церкві. Ремонт клуатра так і не проводився, і він старів. Друга світова війна і повоєнні роки означали повну відсутність ремонту і догляду за комплексом. У 1953 році власником паломницького комплексу стала держава, яка одночасно взяла на себе також обов'язок по забезпеченню його схоронності. Реконструкція комплексу здійснювалася тільки в 70-ті та на початку 80-х років ХХ ст. Враховуючи розвиток теорії охорони пам'яток як галузі та її вплив на щоденну практику, був підготовлений паспорт поновлення та поступового проведення докладних досліджень, а потім розроблено проєкт реконструкції. У 1994 р. була розпочата підготовка матеріалів для заявки на включення комплексу в Список всесвітньої природної та культурної спадщини ЮНЕСКО. Наприкінці 1994 року Комітет всесвітньої спадщини ЮНЕСКО схвалив включення комплексу паломницької церкви в цей престижний список. Це, безперечно, значуща подія ще більше посилила спостереження спеціалізованої установи — Національного інституту охорони пам'яток — за всім, що відбувається на території комплексу церкви. Всі кроки, що стосуються ремонту і реконструкції, повинні бути не тільки належним чином продумані, але й задокументовані і представлені в так званому звіті про моніторинг, який щорічно проводиться щодо пам'яток, включених до Списку всесвітньої природної та культурної спадщини.

## Навколо церкви
Навколо церкви зараз розташоване кладовище. У початкових планах архітектора не було заплановано кладовища, аж до XIX ст. двір був покритий травою, ніщо не повинно було порушувати сприйняття центральної святині, при цьому залишався достатній простір для приходу прочан. Під впливом поховань відбувалося підвищення рельєфу і «потоплення» клуатра, яке вело до пошкодження його фундаменту. В даний час на Зеленій Горі поховання вже не проводяться, і могили поступово переміщаються на нове кладовище недалеко від монастиря. Рельєф буде поступово знижено до первісної висоти, а на просторі між храмом і клуатром, як і в минулому, буде розташовуватися газон.

## Галерея

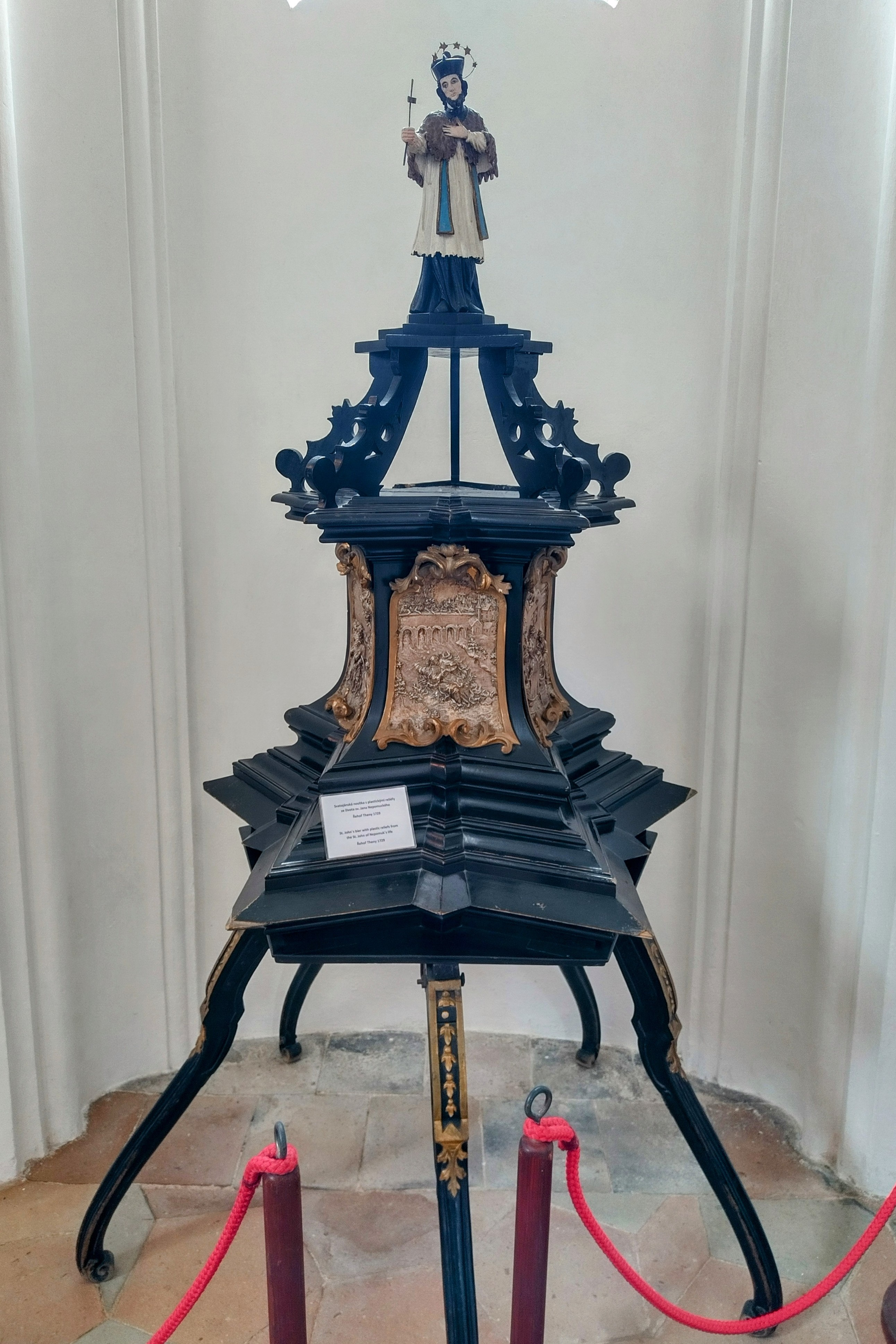
Паланкін з пластичним рельєфом з життя Яна Непомуцького роботи Григорія Тені (1729)
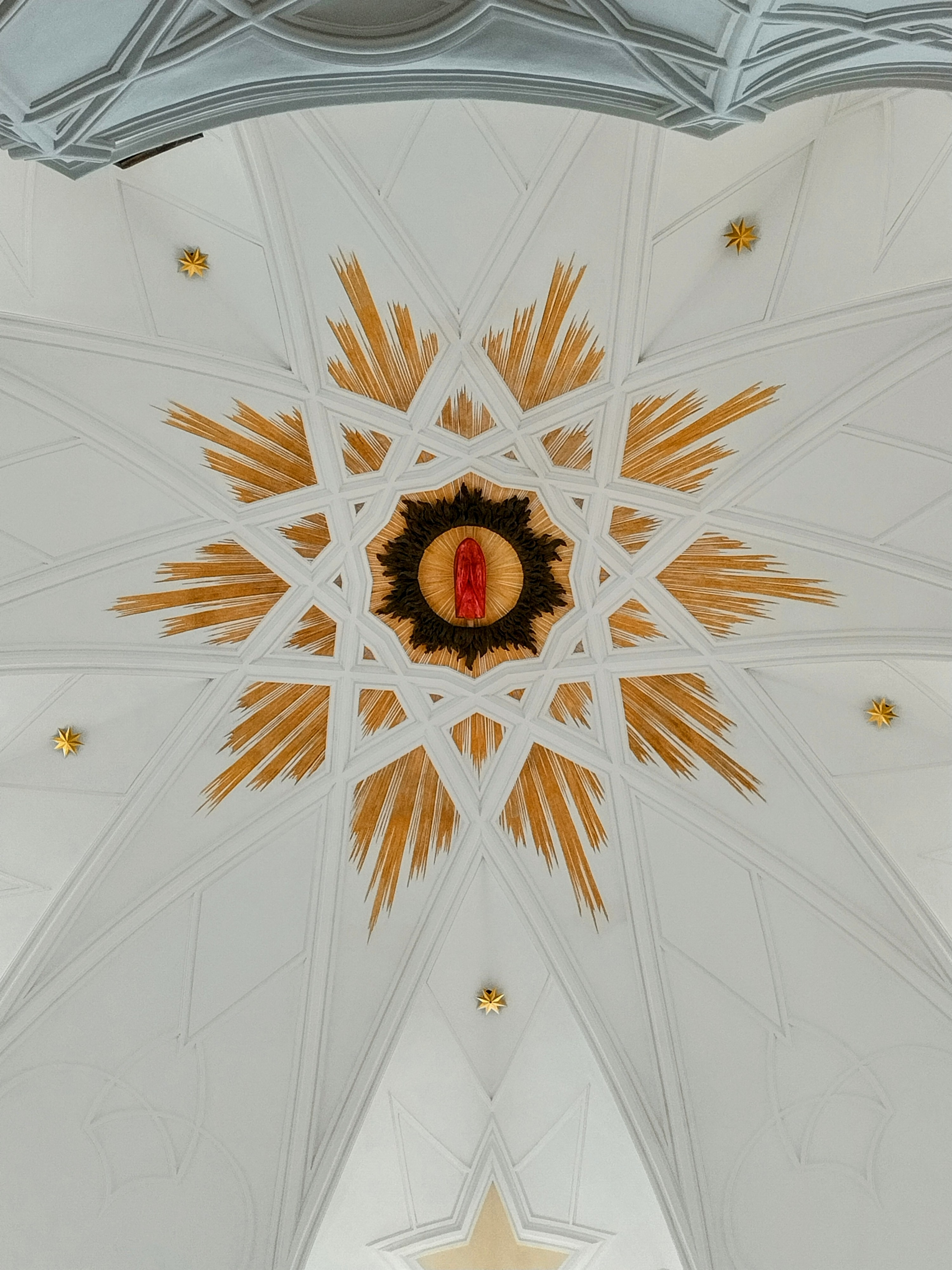
Стінопис стелі
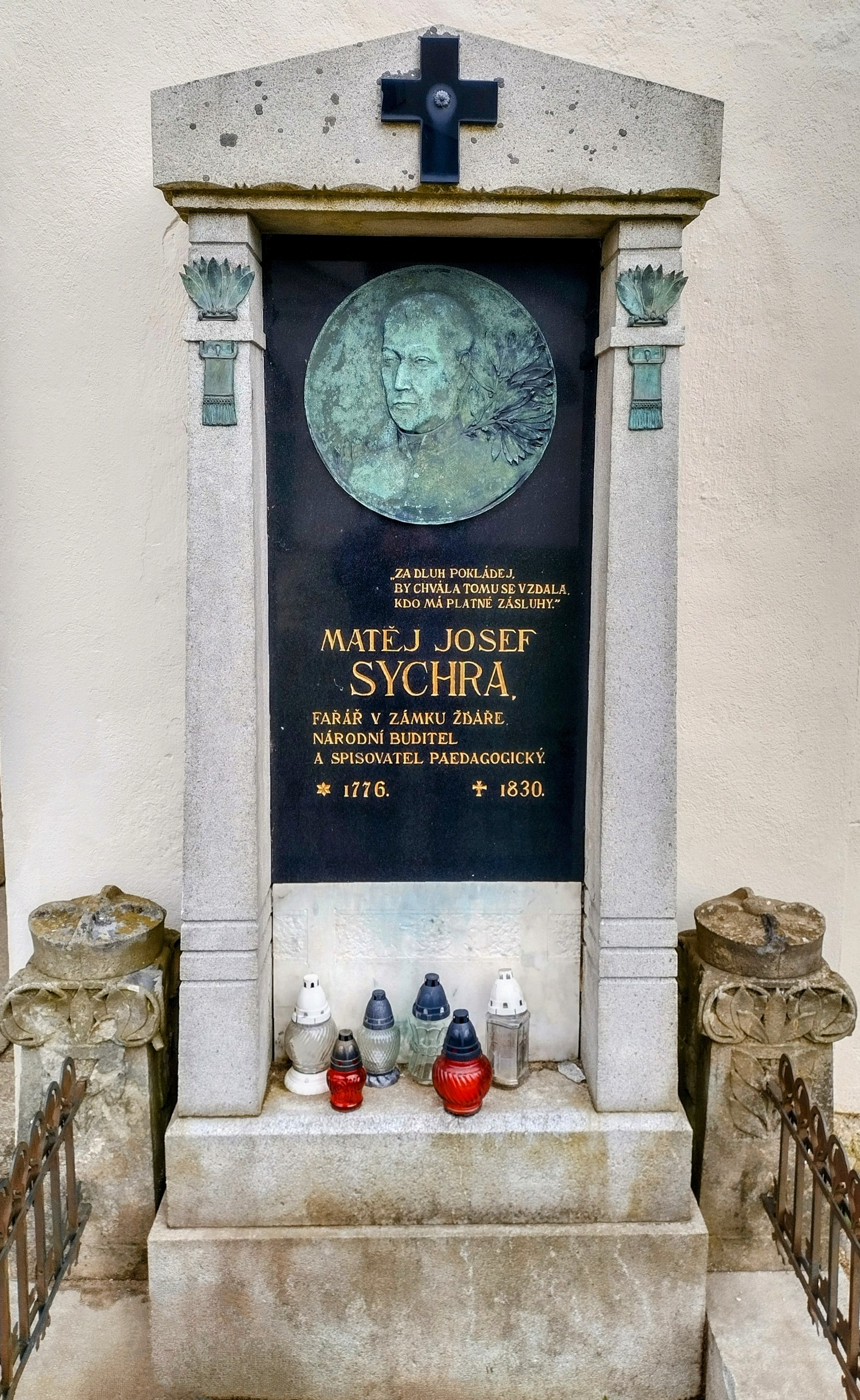
Гробниця Матея Йозефа Сихра
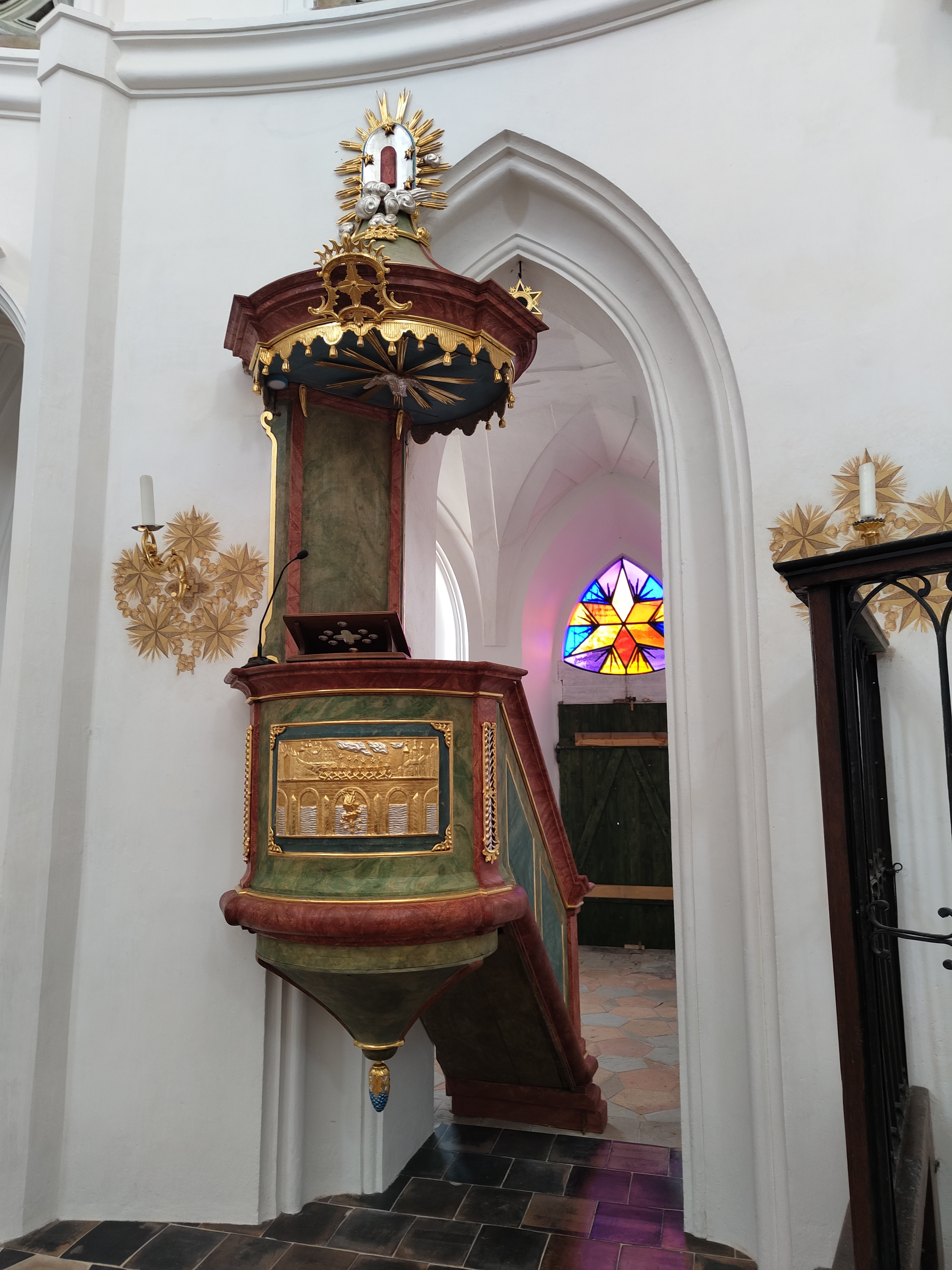
Кафедра
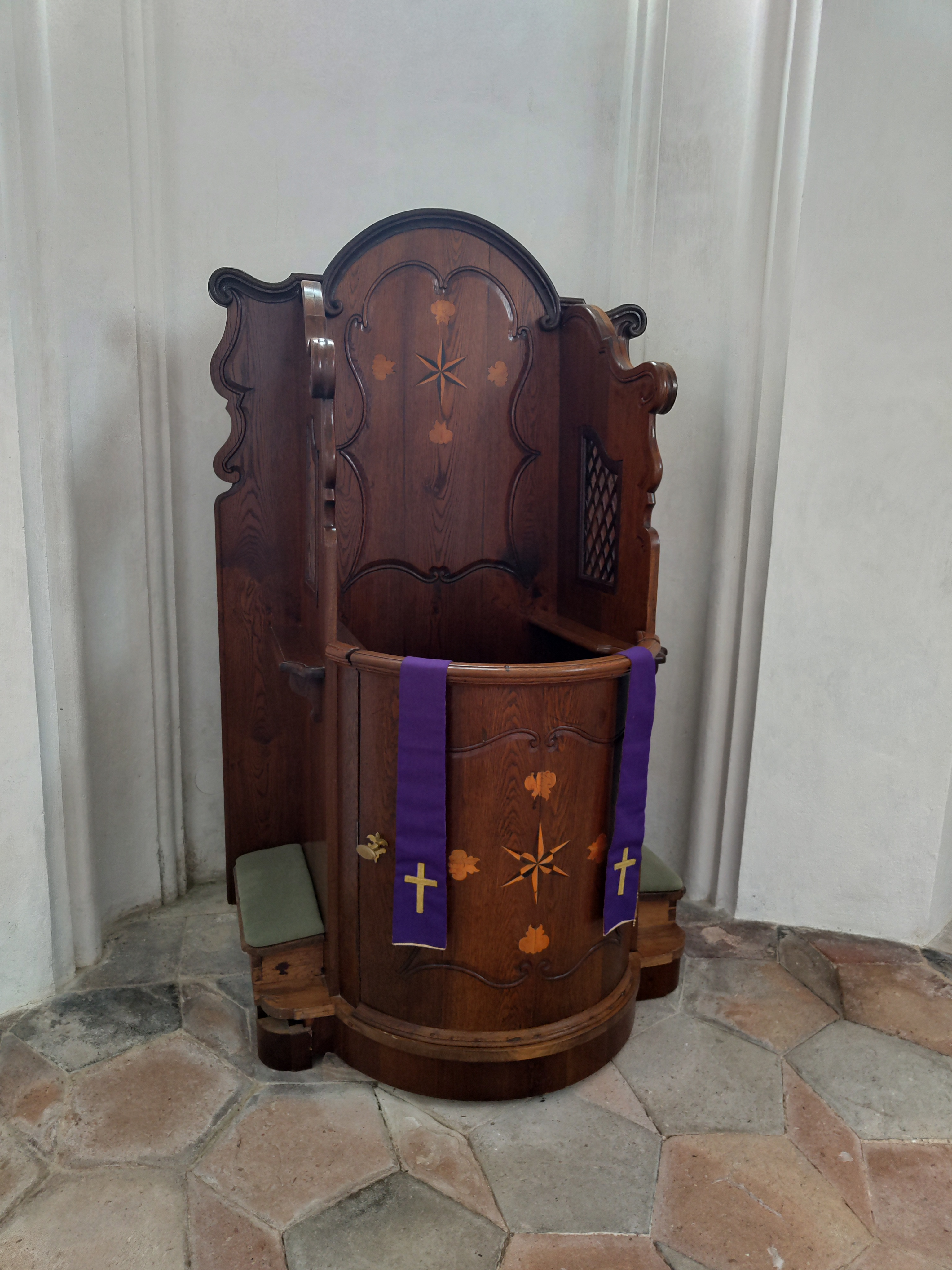
Сповідник
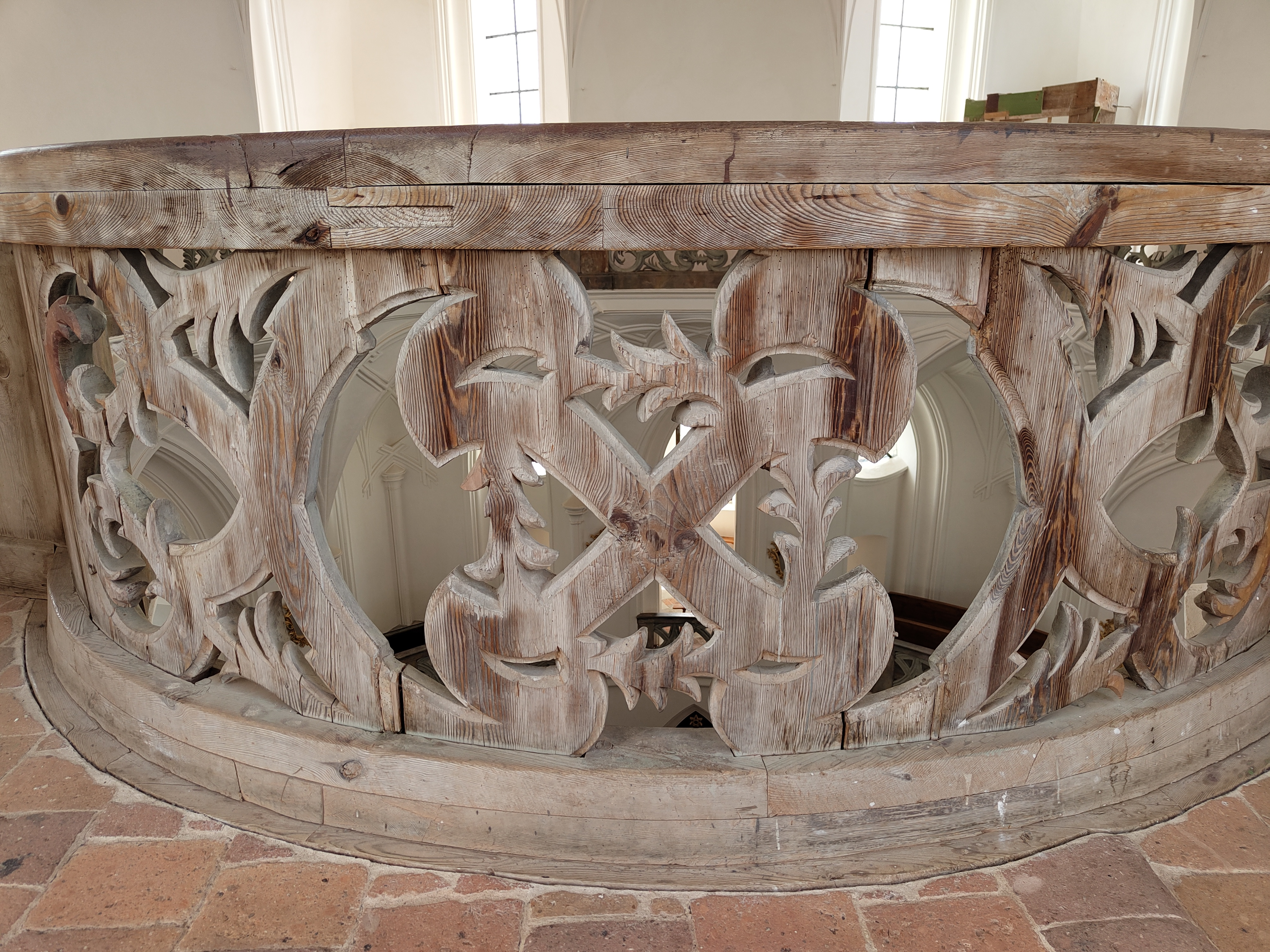
Деталь дерев'яних перил
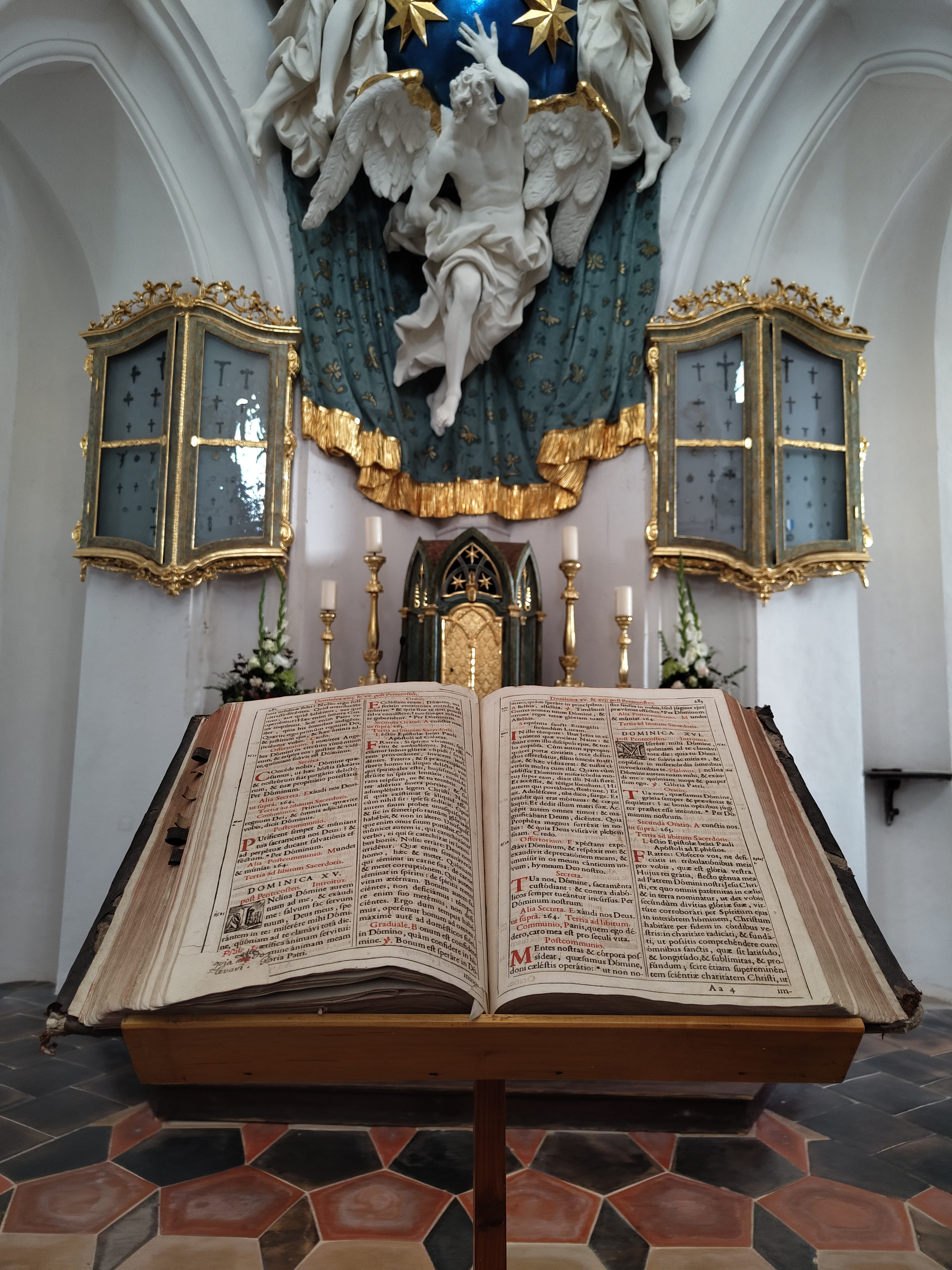
Фрагмент літургійної книги перед головним вівтарем